# Dichaea alinae
Dichaea alinae är en orkidéart som beskrevs av Dariusz Lucjan Szlachetko. Dichaea alinae ingår i släktet Dichaea och familjen orkidéer.
Artens utbredningsområde är Peru. Inga underarter finns listade i Catalogue of Life.